# 奥田真夫
奥田 真夫（おくだ さねお、明治27年（1894年） - 昭和61年（1986年）5月13日）は、明治・大正・昭和時代の剣術家。初め剣道と直心影流（薩摩影之流）を修めたが、後に第十一代宗家薬丸兼文より薬丸自顕流剣術を継承する。

## 経歴
長崎高等商業学校（現在の長崎大学経済学部）卒業後、百四十七銀行（現在の鹿児島銀行）に勤務。1943年（昭和18年）に満州に渡る。帰国後、東條病院事務官として勤務する。そのかたわら、薬丸自顕流の指導に尽力すること五十余年、この間、各地での古武道大会に出場した。戦前に奥田より薬丸自顕流の指導を受けた者の証言では、時代が戦争中であったこともあり、薬丸自顕流の特徴的な稽古法である立木打ちの際、立木を飛び越えたり、その下をくぐらせたり、ジグザグに走って掛りの稽古をするなどしていたようである。奥田は戦後のGHQによる武道禁止令の後も、野太刀自顕流の普及に尽力した。最後の薬丸本家当主であった第十二代宗家薬丸兼吉は、本来第十三代宗家となるはずであった長子薬丸兼教を太平洋戦争末期の沖縄戦で失ったことで、「この代で薬丸流は終わりとしたい」と周囲に話していた。しかし、長らく続いて来た剣術の名流が廃れることを憂えた奥田は、1957年（昭和32年）8月、薬丸兼吉の了承を得て、伊藤政夫とともに薬丸自顕流同好会を設立した。この会は、後に野太刀自顕流研修会と名を改め初代会長となり、薬丸流の旧門弟らが多数在籍した。この後、奥田は九十二歳で死去するまで、鹿児島大学や鹿児島に残る数々の学舎で指導に尽力した。
奥田は常々「自顕流は示現流の亜流ではなく独立した流派だ。」と言い続け又、「正式名称は野太刀自顕流である。」と強調している。
一時期、「流派の代表は自分よりも薬丸姓の者が良い」と薬丸康夫を宗家として擁立しようとしたが、紆余曲折あり結局棚上げとなった。その為、薬丸康夫が現在宗家と名乗っているものの、あくまで薬丸自顕流顕彰会の中だけの話であり、流派の宗家として奥田が認知したものでなく、奥田の死後浮かび上がった事である。

## 人物
- 薬丸自顕流については、並々ならぬ愛情を持っており、「野太刀自顕流は示現流の支流であるという人もあるが之は大変な誤りである。」と述べている。[2]
- 奥田は師範となって以降も、稽古の時は誰よりも早く道場に来ていたと門弟の回想にある[3]。後でわかったことだが、奥田はいつも門弟たちが来るまで、自ら道場に落ちている石やガラス片を拾っていたという。薬丸自顕流では露天に裸足で稽古するため、道場に石があると大変危険だからである。
- 奥田は稽古には妥協しなかったが、一方で、遅刻してもきちんと稽古にやってくる者には熱心に指導したという[3]。
- 下戸であり、無類の甘党であった。
- 三方限の高麗町に自宅を構え、共研舎の舎生であった。
- 墓は鹿児島市の唐湊墓地にある。

## 備考
1. ↑  伊藤政夫 編 『野太刀自顕流－薬丸流－』
2. ↑  伊藤政夫 編 『野太刀自顕流－薬丸流－』
3. 1 2  伊藤政夫 編 『野太刀自顕流－薬丸流－』萬田富治氏の回想より